# Katolički bogoslovni fakultet u Zagrebu
Katolički bogoslovni fakultet je sastavnica Sveučilišta u Zagrebu za katoličku teologiju.
Slijedi razvitak filozofsko-teoloških studija koje je u Zagrebu pokrenuo biskup Stjepan II. Babonić.

## Povijest
Jedan od njegovih nasljednika, blaženi Augustin Kažotić (1303. – 1322.), osnovao je katedralnu školu s odsjecima »slobodnih umijeća« i teologije s naglaskom na studiju svetopisamskih, patrističkih i skolastičkih tekstova.
Poslijetridentsko sjemenište Jurja Draškovića (1563. – 1578.) s humanističkom školom i isusovački kolegij (1633.) na Gradcu, uz obilnu novčanu potporu biskupa Franje Ergelskog (1628. – 1637.) i kanonika Nikole Dijaneševića, velikog prepošta Zagrebačkoga kaptola, vode k uspostavi Akademije (1662. godine), koju car i kralj Leopold I. posebnom poveljom 23. rujna 1669. upisuje u generalne studije zemalja habsburške krune s pripadnim sveučilišnim pravima i povlasticama. Carsku povelju 3. studenoga 1671. ratificirao je Hrvatski sabor »salvis tamen iuribus et libertatibus Regni in suo vigore permanentibus«. Program iz 1673. godine predviđa teoretski i praktični dio studija na katedrama filozofije, dogmatske i moralne teologije, uz koje se postupno organiziraju katedre kanonskoga prava (1726./27.), kontroverzistike (1747./48.), biblijskih jezika, crkvene povijesti i govorništva (1757./58.).
Poslije ukinuća isusovačkoga reda (1773.) carica i kraljica Marija Terezija, preustrojila je zagrebački generalni studij u "Kraljevsku akademiju znanosti" s tri fakulteta: filozofskim, bogoslovnim i pravnim.
Od 1784. Bogoslovski fakultet djeluje u okviru Zagrebačkoga sjemeništa na Kaptolu, u kojem, uz postojeći teološki, nadbiskup Juraj Haulik 1853. otvara i dvogodišnji filozofski studij.
Na sjednici Hrvatskoga sabora, održanoj 11. ožujka 1869., izglasan je zakonski članak »ob utemeljenju sveučilišta u glavnom gradu Zagrebu« kojim se »Vladi zemaljskoj nalaže, da učini shodne korake, da se nadbiskupski licej zagrebački preustroji u fakultet teologijski«. »Prilozima cijelog naroda hrvatskoga« u Zagrebu je 1874. godine osnovano moderno Hrvatsko sveučilište, koje po ustrojnom zakonu od 5. siječnja iste godine i po otpisu cara Franje Josipa I. tri mjeseca poslije (5. IV. 1874) »ima otvoriti potpuni (četverogodišnji) bogoslovni fakultet«.
Pokretač osnivanja Hrvatskoga sveučilišta u Zagrebu bio je biskup Josip Juraj Strossmayer, a njegov je prvi rektor bio svećenik Matija Mesić, profesor hrvatske povijesti na Pravnomu fakultetu.
Značajna reorganizacija nastavnoga plana Bogoslovnoga fakulteta provedena je 1935. u skladu sa zahtjevima apostolske konstitucije "Deus scientiarum Dominus". Novu "ratio studioroum" 1937. potvrdila je kongregacija za sjemeništa i sveučilišta, čime je Bogoslovni fakultet u Zagrebu izjednačila s crkvenim sveučilišnim ustanovama u svijetu, priznatima od Svete Stolice.
Početkom 1952. Vlada NR Hrvatske donosi rješenje o ukidanju Rimokatoličkoga bogoslovnog fakulteta kao fakulteta Sveučilišta u Zagrebu. Time je on de facto, ali ne i de iure prestao biti sastavnim dijelom Sveučilišta u Zagrebu.
Odlučnim zauzimanjem dekana Rimokatoličkoga bogoslovnog fakulteta prof. dr. Vilima Keilbacha, svesrdnom podrškom biskupa hrvatskog jezičnog područja, Rimokatolički bogoslovni fakultet nastavio je djelovati punih trideset i osam godina, na temelju povijesnoga i stečenoga prava, isključivo kao crkvena visokoškolska ustanova.
Godine 1990., nakon demokratskih promjena, tadašnje Izvršno vijeće Sabora Republike Hrvatske, proglasilo je ništavnim rješenje Vlade NRH iz 1952. godine. Tim rješenjem svi akti Rimokatoličkoga bogoslovnog fakulteta (diplome, imenovanja profesora i sl.) koji su od 1952. do 1990. vrijedili samo pro foro ecclesiastico, postali su valjanima također pro foro civili, sa svim posljedicama na građanskom području.
Tijekom četiri zadnja desetljeća 20. stoljeća na fakultetu su osnovana četiri znanstveno-nastavna instituta te su s njim u širem smislu povezani kao posebni odsjeci. Tako preko njih fakultet ostvaruje neke od svojih ciljeva. Danas fakultet obuhvaća kao područni studij Teologiju u Rijeci.
Skupština Sveučilišta u Zagrebu donijela je odluku kojom se utvrđuje da je Katolički bogoslovni fakultet u Zagrebu član Sveučilišta u Zagrebu i da »u neprekinutu trajanju djeluje od osnutka Sveučilišta do danas« (Skupština Sveučilišta u Zagrebu, 26.veljače 1991). Navodi se i potpisivanje ugovora o udruživanju u Sveučilište u Zagrebu.
Ugovor o položaju i djelovanju Katoličkoga bogoslovnoga fakulteta u sastavu Sveučilišta u Zagrebu potpisali su 11. ožujka 1996. prof. dr. sc. Marijan Šunjić, rektor Sveučilišta u Zagrebu, prof. dr. sc. Franjo Šanjek, dekan Katoličkoga bogoslovnog fakulteta, akademik Vlatko Pavletić, predsjednik Sabora Republike Hrvatske, i Franjo Kuharić, zagrebački nadbiskup i veliki kancelar KBF-a.
Iz ugovora je razvidno da je Katolički bogoslovni fakultet vrlo specifična akademska i crkvena ustanova čija se kadrovska politika, biranje čelnika, izrada i potvrđivanje programa, financijska politika i ustroj fakulteta razmatraju na sveučilišnoj razini, ali isto tako dobivaju mišljenje i potvrdu odgovornih crkvenih ustanova.
Od 1998. godine KBF prestaje biti podstanar Nadbiskupskoga bogoslovnog sjemeništa i djeluje u novim vlastitim prostorima u Vlaškoj ulici 38.

## Ustroj
KBF-u su afilirani Teologija u Rijeci, Vrhbosanska visoka teološka škola u Sarajevu i Franjevačka teologija u Sarajevu. KBF sponzorira Visoku teološko-katehetsku školu u Zadru.
Posebni odsjeci KBF-a su Katehetski institut, Institut za crkvenu glazbu «Albe Vidaković» (vidi crkvena glazba) te Institut za teološku kulturu.
KBF organizira znanstveni skup Dies theologicus.

### Studiji
Na fakultetu su sljedeći studiji
- Filozofsko-teološki studij
- Studij religijske pedagogije i katehetike
- Studij religiozne pedagogije i katehetike
- Studij crkvene glazbe
- Stručni studij teologije

## Nakladništvo
- Bogoslovska smotra
- Riječki teološki časopis
- Spectrum[2]

## Glazba
- Pučki pivači KBF-a[3]

## Vanjske poveznice
- Službene stranice